# سیارک ۲۲۱۵۶
سیارک ۲۲۱۵۶ (به انگلیسی: 22156 Richoffman، نامگذاری:2000WQ94) بیست و دو هزار و صد و پنجاه و ششمین سیارک کشف شده‌است که در ۲۱ نوامبر ۲۰۰۰ کشف شد.
قدر مطلق سیارک برابر ۱۲.۹ است.